# Балка (Одеський район)
Ба́лка — село Таїровської селищної громади Одеського району Одеської області. Населення становить 14 осіб.

## Населення
Згідно з переписом УРСР 1989 року чисельність наявного населення села становила 15 осіб, з яких 5 чоловіків та 10 жінок.
За переписом населення України 2001 року в селі мешкало 14 осіб.

### Мова
Розподіл населення за рідною мовою за даними перепису 2001 року:
| Мова       | Відсоток |
| ---------- | -------- |
| російська  | 57,14 %  |
| українська | 42,86 %  |